# 원근희
원근희(1943년 10월 27일 ~ )는 대한민국의 배우이다.

## 출연

### 영화
- 2016년 《아가씨》 - 집사 역
- 2012년 《나는 왕이로소이다》- 신익대감 역
- 2010년 《식객: 김치전쟁》- 농림부장관 역
- 2009년 《세리와 하르》- 의사 역
- 2007년 《어머니는 죽지 않는다》
- 2005년 《천군》- 남측 장성 역
- 2005년 《공공의 적 2》- 고등학교 교장 역
- 2003년 《바람난 가족》- 노신사 역
- 2003년 《이중간첩》- 소장 역
- 2001년 《인디안 썸머》- 대법원 판사 1 역
- 2000년 《공동경비구역 JSA》- 부검의 역
- 1994년 《구미호》
- 1990년 《마유미》- 검사 역

### 텔레비전 드라마
- 2016년 MBC 《몬스터》
- 2015년 KBS2 《어셈블리》 - 윤정수 역
- 2015년 SBS 《어머님은 내 며느리》 - 추경숙의 친정오빠 역
- 2012년 JTBC 《우리가 결혼할 수 있을까》
- 2012년 KBS2 《세상 어디에도 없는 착한남자》 - 박 회장 역
- 2012년 SBS 《옥탑방 왕세자》 - '홈&쇼핑'의 이사 역
- 2012년 KBS2 《넝쿨째 굴러온 당신》 - 드라마 제작사 대표 역
- 2010년 SBS 《별을 따다줘》- 의사 역
- 2009년 SBS 《아버지의 집》
- 2008년 MBC 《하얀 거짓말》- 병원장 역
- 1989년 KBS2 《무풍지대》- 윤보선 역

### 연극
- 2011년 《그대를 사랑합니다》
- 2010년 《대한국인 안중근》
- 2010년 《그대를 사랑합니다》
- 2010년 《휘가로의 결혼》
- 2013년 《사라와 제니퍼》
- 2014년 《나는 너다》